# Чернов Олександр Олександрович
Олекса́ндр Олекса́ндрович Черно́в (нар. 10 червня 1988 — пом. 29 серпня 2014) — старший солдат 93-ї окремої механізованої бригади Збройних сил України, учасник російсько-української війни.

## Короткий життєпис
Народився 1988 року в місті Херсон. Закінчив школу; створив родину.
У лютому 2014-го призваний до лав ЗСУ, служив за контрактом, старший водій 93-ї окремої механізованої бригади.
Загинув під час виходу з Іловайська. У бензовоз, на якому Олександр вивозив ще чотирьох побратимів, влучив осколок, і усі загинули. Зв'язок із Олександром обірвався 28 серпня.
2 вересня 2014-го тіло Чернова разом з тілами 87 інших загиблих у Іловайському котлі привезли до запорізького моргу. Упізнаний за експертизою ДНК серед похованих під Запоріжжям невідомих захисників України.
19 лютого 2015 року перепохований у Херсоні.
Залишилися батьки, вагітна на час смерті чоловіка дружина та син 2011 р.н.

## Нагороди та вшанування
За особисту мужність і героїзм, виявлені у захисті державного суверенітету та територіальної цілісності України, вірність військовій присязі під час російсько-української війни, відзначений — нагороджений:
- 22 вересня 2015 року — орденом «За мужність» III ступеня (посмертно).[1]
- Його портрет розміщений на меморіалі «Стіна пам'яті полеглих за Україну» в Києві: секція 3, ряд 9, місце 34
- Вшановується 29 серпня на щоденному ранковому церемоніалі вшанування українських захисників, які загинули цього дня в різні роки внаслідок російської збройної агресії[2]